# Euroregione Adriatico Ionica

Bandiera dell'euroregione.

L'Euroregione Adriatico-Ionica (albanese Adriatik-Jon Eurorajoni, bosniaco Jadransko-Jonske Euroregije, croato Jadransko-Jonska Euroregija, sloveno Jadransko-Jonske Evroregije) è un'Euroregione costituita con la seduta di Pola (Croazia) del 30 giugno 2006 con il nome di "Euroregione Adriatica". Nel gennaio 2013 l'Assemblea Generale dell'Euroregione, riunita a Termoli (CB), ha approvato una modifica statutaria per espandersi al Bacino ionico e ha mutato la propria denominazione in Euroregione Adriatico-Ionica.
Il forum intergovernativo per la cooperazione regionale nella Euroregione Adriatico Ionica è l'Iniziativa Adriatico Ionica, il cui segretariato permanente ha sede ad Ancona.

## Finalità

La regione indicata in verde acceso, in verde gli altri territori dei paesi interessati, non facenti parte della regione

L'Euroregione Adriatico Ionica può essere definita come "un nuovo soggetto di diritto internazionale che ha lo scopo di rendere possibile coordinare al meglio i rapporti di collaborazione che già sussistono tra le regioni e i loro enti locali, ottimizzando lo sviluppo nei settori istituzionale, economico, culturale e sociale".
L'Euroregione Adriatico Ionica è stata formata il 30 giugno 2006.
È un'associazione costituita da enti territoriali di norma di livello Statale e Regionale del territorio della Repubblica Italiana, della Repubblica Slovenia, della Repubblica di Croazia, Repubblica della Bosnia ed Erzegovina, Repubblica di Montenegro, Repubblica dell'Albania ubicate sul Mare Adriatico e Mare Ionio e d'istituzioni nazionali ed internazionali.
Finalità dell'Euroregione Adriatico Ionica:
- Instaurare e sviluppare rapporti reciproci fra gli abitanti e le istituzioni di questo territorio quali presupposti per una miglior conoscenza, comprensione e collaborazione;
- Realizzare le condizioni per lo sviluppo economico nel rispetto dell'ambiente;
- Stabilire gli interessi di sviluppo comuni, la preparazione, la definizione e l'armonizzazione di una comune strategia di sviluppo;
- Realizzare i programmi di scambi culturali;
- Garantire le condizioni per un efficace scambio d'esperienze e loro applicazione ai programmi dell'Unione Europea.

Il forum intergovernativo per la cooperazione tra i paesi dell'Euroregione Adriatico-Ionica, denominato "Iniziativa adriatico ionica", nasce con la firma della "Dichiarazione di Ancona" il 20 maggio 2000 al termine della "Conferenza sullo sviluppo e la sicurezza nel mare Adriatico e nello Ionio" da parte dei Ministri degli esteri dei sei paesi fondatori.

## Composizione
Comprende regioni di paesi europei che si affacciano sul bacino del mare Adriatico e sul mar Ionio. 
L'Euroregione Adriatico Ionica è formata da:
- Italia (7 regioni italiane): 
  -  Abruzzo
  -  Emilia-Romagna
  -  Friuli-Venezia Giulia
  -  Marche
  -  Molise
  -  Puglia
  -  Veneto
- Slovenia
  - La municipalità slovena di Isola
- Croazia (7 regioni croate):
  - Regione istriana
  - Regione litoraneo-montana
  - Regione della Lika e di Segna
  - Regione di Zara
  - Regione di Sebenico e Tenin
  - Regione di Spalato e della Dalmazia
  - Regione di Ragusa e della Narenta
- Bosnia ed Erzegovina
  - Il Cantone Erzegovese della Narenta.
- Montenegro
  - La municipalità montenegrina di Cattaro
- Albania 6 prefetture albanesi:
  - Prefettura di Fier
  - Prefettura di Scutari
  - Prefettura di Durazzo
  - Prefettura di Alessio
  - Prefettura di Tirana
  - Prefettura di Valona

### Evoluzione
La nuova composizione dell'Euroregione, dopo l'allargamento al bacino ionico, prevede l'adesione di altre regioni italiane e di alcuni territori greci.

## Presidenza
- Ivan Jakovčić
- Angelo Michele Iorio
- Paolo Di Laura Frattura
- Nikola Dobroslavic